# María Elena Plaza
María Elena Plaza de Palacios (Caracas, 7 de octubre de 1952) es una socióloga, politóloga e historiadora venezolana. Sus líneas de investigación incluyen la historia política y conceptual del siglo XIX venezolano. Es Individuo de Número de la Academia Nacional de la Historia.

## Biografía
Plaza obtuvo la licenciatura en Sociología (1975) y la maestría en Ciencia Política (1980) en la Universidad Central de Venezuela (UCV). Entre 1980 y 1982 realizó una pasantía de investigación en la Universidad de Londres. En 1994 obtuvo el título de Doctora en Historia en la Universidad Católica Andrés Bello con su trabajo sobre las ideas políticas del historiador positivista Laureano Vallenilla Lanz. Fue su director de tesis Nikita Harwich.
Entre 1983 y 1986 trabajó como investigadora en el Centro de Humanidades del Instituto Internacional de Estudios Avanzados. En 1986 ingresó por concurso de oposición a la Escuela de Estudios Políticos y Administrativos de la Facultad de Ciencias Jurídicas y Políticas de la UCV, institución en la que desarrolló la mayor parte de su carrera académica. Allí fue jefa de la Cátedra de Historia y del Departamento de Teoría Política, dictando diversos seminarios en el doctorado de Ciencias Políticas.
Ha sido profesora visitante en la Universidad de Leiden, Países Bajos (1995), y ocupó la Cátedra Andrés Bello en el Instituto de Estudios Latinoamericanos del St Antony’s College de la Universidad de Oxford durante el año académico 1996-1997. 
El 7 de febrero de 2013 se incorporó a la Academia Nacional de la Historia, ocupando el sillón letra «B», en sustitución de Héctor Bencomo Barrios. Su discurso de incorporación fue respondido por María Elena González Deluca. Está casada con Alonso Palacios, con quien tiene dos hijos.

## Obra
- El 23 de enero de 1958 y el proceso de consolidación de la democracia representativa en Venezuela: ensayo de interpretación sociopolítica (1978)
- Historia de la lucha armada en Venezuela (1960-1969) (1985)
- José Gil Fortoul: los nuevos caminos de la razón: la historia como ciencia 1801-1943 (1985)
- La tragedia de una amarga convicción. Historia y política en el pensamiento de Laureano Vallenilla Lanz (1870-1936) (1994)
- Versiones de la tiranía en Venezuela: el último régimen del general José Antonio Páez, 1861-1863 (2000)
- Procesos constituyentes y reformas constitucionales en la historia de Venezuela: 1811-1999 (2005)
- El patriotismo ilustrado o la organización del estado en Venezuela, 1830-1847 (2007)
- Venezuela: 1830-1850, la construcción de la República (2011)